# دايفيد هيرد
دايفيد هيرد (بالإنجليزية: David Hurd)‏ هو ملحن أمريكي، ولد في 1950.

## وصلات خارجية
- دايفيد هيرد على موقع IMDb (الإنجليزية)
- دايفيد هيرد على موقع ميوزك برينز (الإنجليزية)
- دايفيد هيرد على موقع أول ميوزيك (الإنجليزية)
- دايفيد هيرد على موقع ديسكوغز (الإنجليزية)